# Bilal Coulibaly
Bilal Coulibaly (* 26. Juli 2004 in Saint-Cloud) ist ein französischer Basketballspieler.

## Werdegang
Coulibaly stammt aus Saint-Cloud im Département Hauts-de-Seine. Er spielte im Nachwuchsbereich des Vereins Courbevoie Sport Basket, dann des Levallois Sporting Club. 2017 wurde er mit der Auswahl des Départements Hauts-de-Seine an der Seite von Victor Wembanyama französischer Meister in der Altersklasse U13. In der Saison 2022/23 wurde er von Trainer Vincent Collet erstmals in Frankreichs höchster Spielklasse, Ligue Nationale de Basket, in der Profimannschaft der Metropolitans 92 eingesetzt. Im Schatten der ebenfalls dem Geburtsjahrgang 2004 entstammenden Ausnahmeerscheinung Victor Wembanyama wurde Coulibaly als das zweite große Talent der Metropolitans 92 eingestuft. Gemeinsam trugen die beiden dazu bei, dass die Mannschaft 2023 Zweiter der französischen Meisterschaft wurde.
Im Juni 2023 wählten die Indiana Pacers Coulibaly an siebter Stelle des NBA-Draftverfahrens aus, gaben ihn aber unmittelbar danach an die Washington Wizards ab. Im März 2024 erlitt der Franzose einen Knochenbruch im rechten Handgelenk. Aufgrund dieser Verletzung wurde das Ende seiner ersten Spielzeit in der NBA vermeldet, in dem Coulibaly bis dahin in 63 Einsätzen im Durchschnitt 8,4 Punkte erzielt hatte.

### Nationalmannschaft
2022 nahm er mit Frankreichs U18-Nationalmannschaft an der Europameisterschaft dieser Altersklasse teil. Im August 2024 gewann er bei den Olympischen Sommerspielen in Paris die Silbermedaille.

## Karriere-Statistiken
| Legende | Legende                                        | Legende | Legende                                                     | Legende | Legende                                          |
| ------- | ---------------------------------------------- | ------- | ----------------------------------------------------------- | ------- | ------------------------------------------------ |
| GP      | Absolvierte Spiele (Games played)              | GS      | Spiele von Beginn an (Games started)                        | MPG     | Absolvierte Minuten pro Spiel (Minutes per game) |
| FG %    | Wurfquote aus dem Feld (Field-goal percentage) | 3P %    | Wurfquote Drei-Punkte-Würfe (3-point field-goal percentage) | FT %    | Freiwurfquote (Free-throw percentage)            |
| RPG     | Rebounds pro Spiel (Rebounds per game)         | APG     | Assists pro Spiel (Assists per game)                        | SPG     | Steals pro Spiel (Steals per game)               |
| BPG     | Blocks pro Spiel (Blocks per game)             | PPG     | Punkte pro Spiel (Points per game)                          | FETT    | Karriere-Bestmarke                               |

### NBA

#### Hauptrunde
| Saison  | Team       | GP | GS | MPG  | FG % | 3P % | FT % | RPG | APG | SPG | BPG | PPG |
| ------- | ---------- | -- | -- | ---- | ---- | ---- | ---- | --- | --- | --- | --- | --- |
| 2023–24 | Washington | 63 | 15 | 27.2 | .435 | .346 | .702 | 4.1 | 1.7 | 0.9 | 0.8 | 8.4 |
| Gesamt  | Gesamt     | 63 | 15 | 27.2 | .435 | .346 | .702 | 4.1 | 1.7 | 0.9 | 0.8 | 8.4 |